# Strelki
Strelki (Russisch: Стрелки – pijltjes) is een Russische vrouwenband. 
Bij de selectie van de leden is rekening gehouden met de afkomst van de vrouwen. Verschillende etniciteiten afkomstig uit Rusland zijn dan dus ook gerepresenteerd.
Strelki heeft verschillende nummers uitgegeven waaronder:
- Прости и прощай (Prosti i Prosai)
- Шипы и Розы (Strelki Shipi i rozi)
- Solnce za Goroi